# Santa Maria (Vigo)

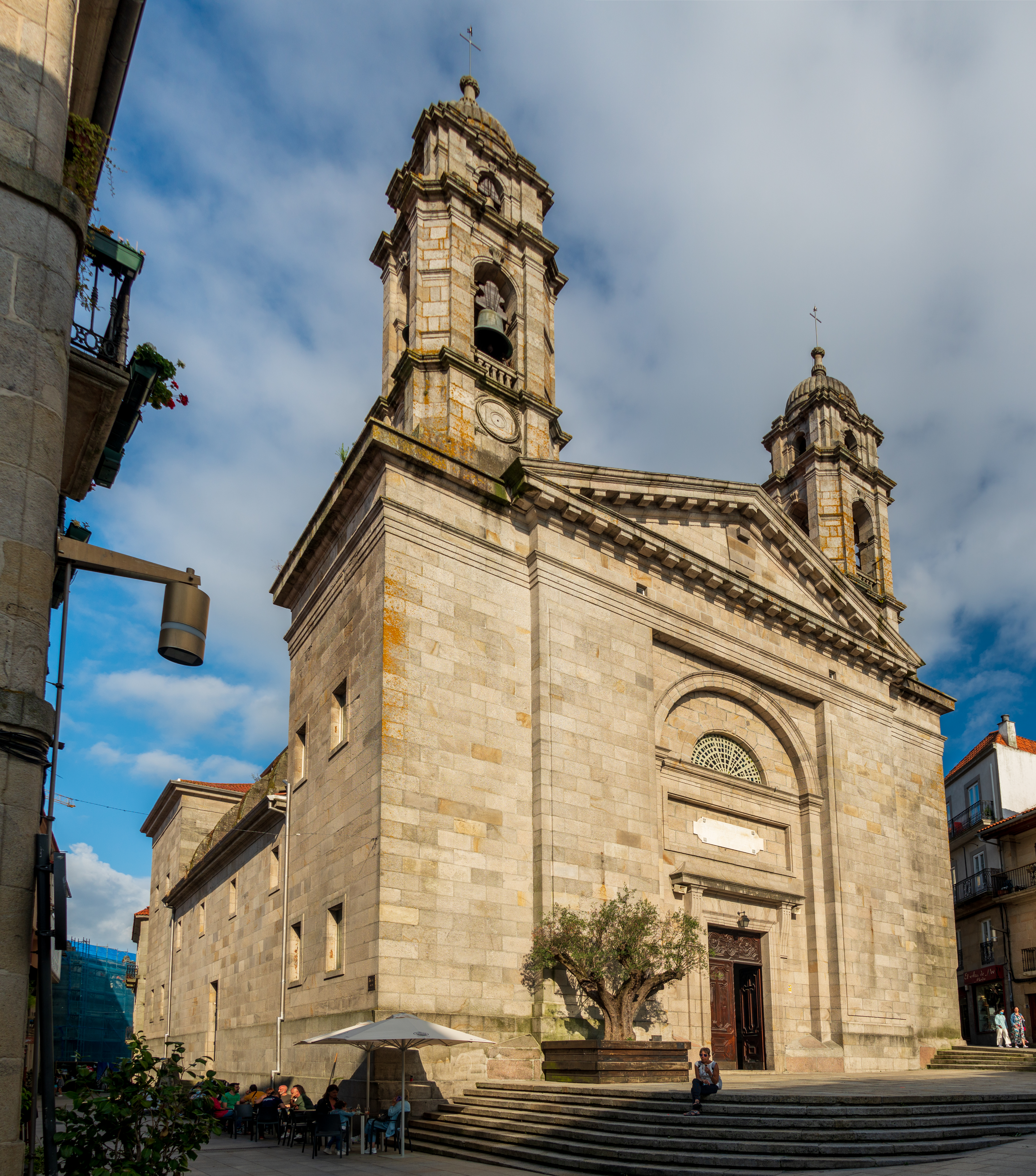
Basilika Santa Maria

Die Basilika Santa Maria ist eine römisch-katholische Kirche in Vigo im spanischen Galicien. Die Konkathedrale des Bistums Tui-Vigo trägt den Titel einer Basilica minor. Ihr klassizistischer Bau mit barocken Türmen wurde Anfang des 19. Jahrhunderts als Ersatz für die alte Stiftskirche errichtet, die durch die Explosion eines Pulvermagazins im Jahr 1809 beschädigt worden war.

## Geschichte

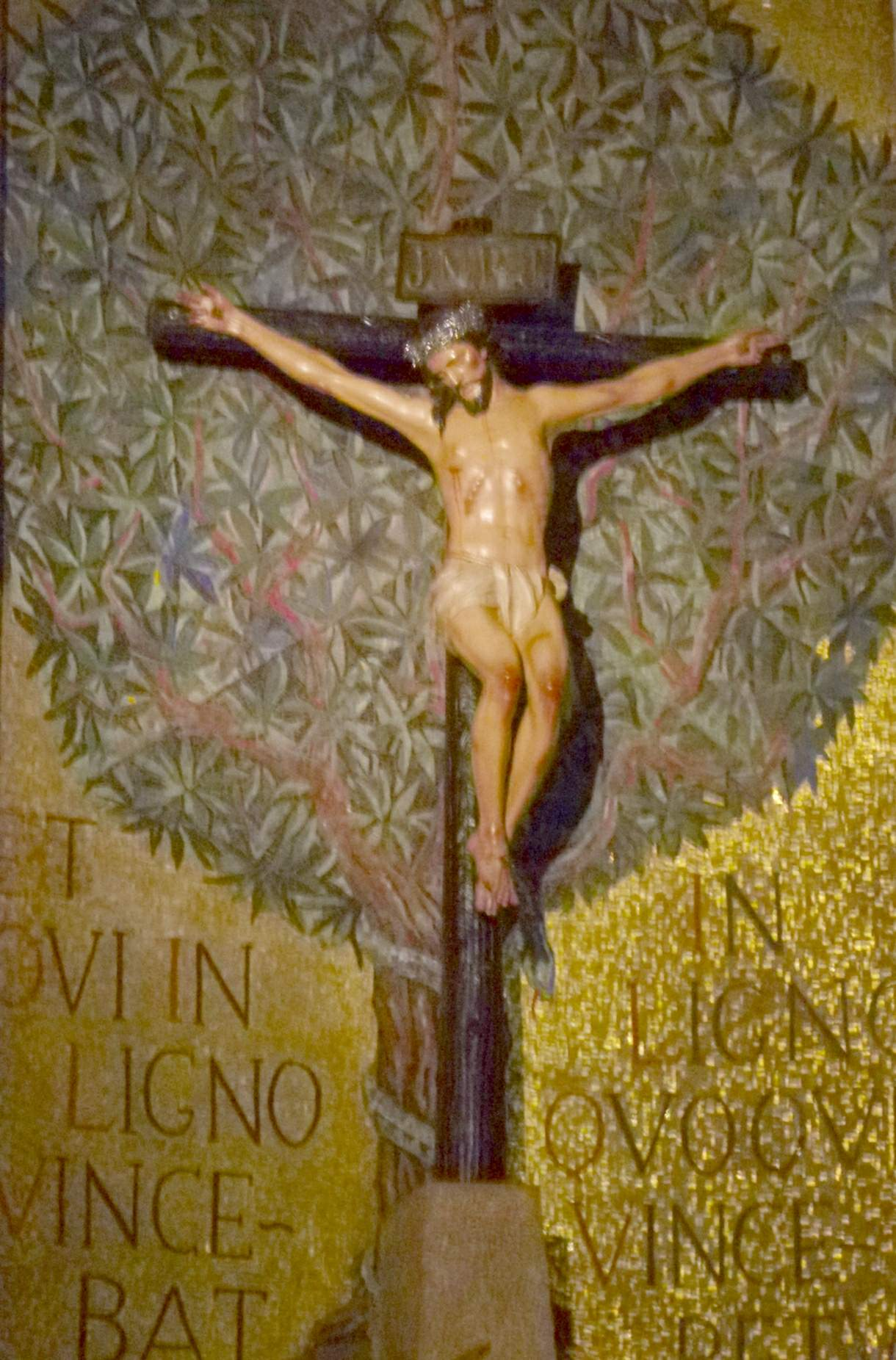
Cristo da Vitoria de Vigo

Die Existenz einer Maria gewidmeten Kirche in Vigo ist seit dem 12. Jahrhundert belegt. Sie taucht in einem Dokument aus dem Jahr 1156 auf, in dem die Pfarreien der Diözese Tui zwischen dem Bischof Don Pelayo Méndez und seinem Kapitel aufgeteilt wurden. Sie wird auch in einer anderen Urkunde aus dem Jahr 1170 erwähnt, in der König Ferdinand II. von León dem Bistum die Kirche als Entschädigung für andere für die Krone eingenommene Gebiete überließ. Sie wird auch in verschiedenen Dokumenten der Klöster Melón und Oia erwähnt.
Auf diese Kirche folgte eine weitere im gotischen Stil, die Ende des 14. Jahrhunderts erbaut und 1403 fertiggestellt wurde. In dieser neuen Kirche blieben mehrere Kapellen und die Querschiffe der vorherigen Kirche erhalten. Am 11. Juni 1497 wurde sie als Stiftskirche konstituiert. Im Jahr 1585 wurde die Kirche von dem Piraten Francis Drake geplündert. Um 1680 wurden zahlreiche Veränderungen an der Kirche vorgenommen. Im Jahr 1809 explodierte ein nahe gelegenes Pulvermagazin, das sich in der Burg El Castro befand. Die Kirche war stark beschädigt, so dass ein Neubau geplant werden musste.
Der Bauplan wurde bei Melchor de Prado y Mariño, einem Mitglied der Real Academia de Bellas Artes de San Fernando, in Auftrag gegeben, der ihn 1811 vorstellte. Wegen des Krieges gegen die napoleonische Invasion begannen die Arbeiten jedoch erst 1816. Das Gelände wurde eingeebnet, um den Vorplatz zu schaffen. Die Arbeiten wurden 1838 mit dem Bau des Tabernakels und der Seitenaltäre abgeschlossen.
Die Kirche wurde 1959 zur Konkathedrale des umbenannten Bistums Tui-Vigo erhoben. Die Konkathedrale erhielt dann 2020 durch Papst Franziskus den Titel einer Basilica minor verliehen.

## Alte Kirche
Die Kirche aus dem 15. bis 19. Jahrhundert war im gotischen Stil gehalten und bestand aus einem Mittelschiff und einer Reihe von Seitenschiffen, die von Quadergewölben gekrönt waren. Der Hauptaltar bestand aus einem vergoldeten Altarbild, das die Dreifaltigkeit und die Himmelfahrt der Jungfrau Maria darstellte und von einem gläsernen Kruzifix gekrönt wurde. Hinter dem Altar befand sich eine kleine Nische mit einem Bildnis der Jungfrau Maria. Der Tabernakel stellte die zwölf Apostel und die Engel dar. Zu beiden Seiten des Altars befanden sich zwei Seitenaltäre, von denen der Altar des Heiligen Benedikt aus Gold und Alabaster mit einem Hochrelief, das die Passion darstellt und von zahlreichen religiösen Figuren begleitet wird, am bemerkenswertesten war. Dieser Altar war eine Schenkung des Erzbischofs von London und war mit dem Wappen Englands gekrönt. Der andere Seitenaltar war der heiligen Katharina und dem heiligen Sebastian gewidmet und stellte auch die fünfte Plage, den heiligen Amaro und die Magdalena dar. Zu beiden Seiten des Hauptschiffs gab es eine Reihe von Seitenkapellen, die mit Wandmalereien verziert waren.
In der Mitte des Atriums stand ein jahrhundertealter Olivenbaum, der bis ins 19. Jahrhundert überlebte und dessen Alter nicht geschätzt werden konnte, obwohl es möglich ist, dass er schon seit dem Bau der ersten Kirche dort stand. Aufgrund seiner Langlebigkeit wurde er zum Symbol der Stadt.

## Heutige Kirche

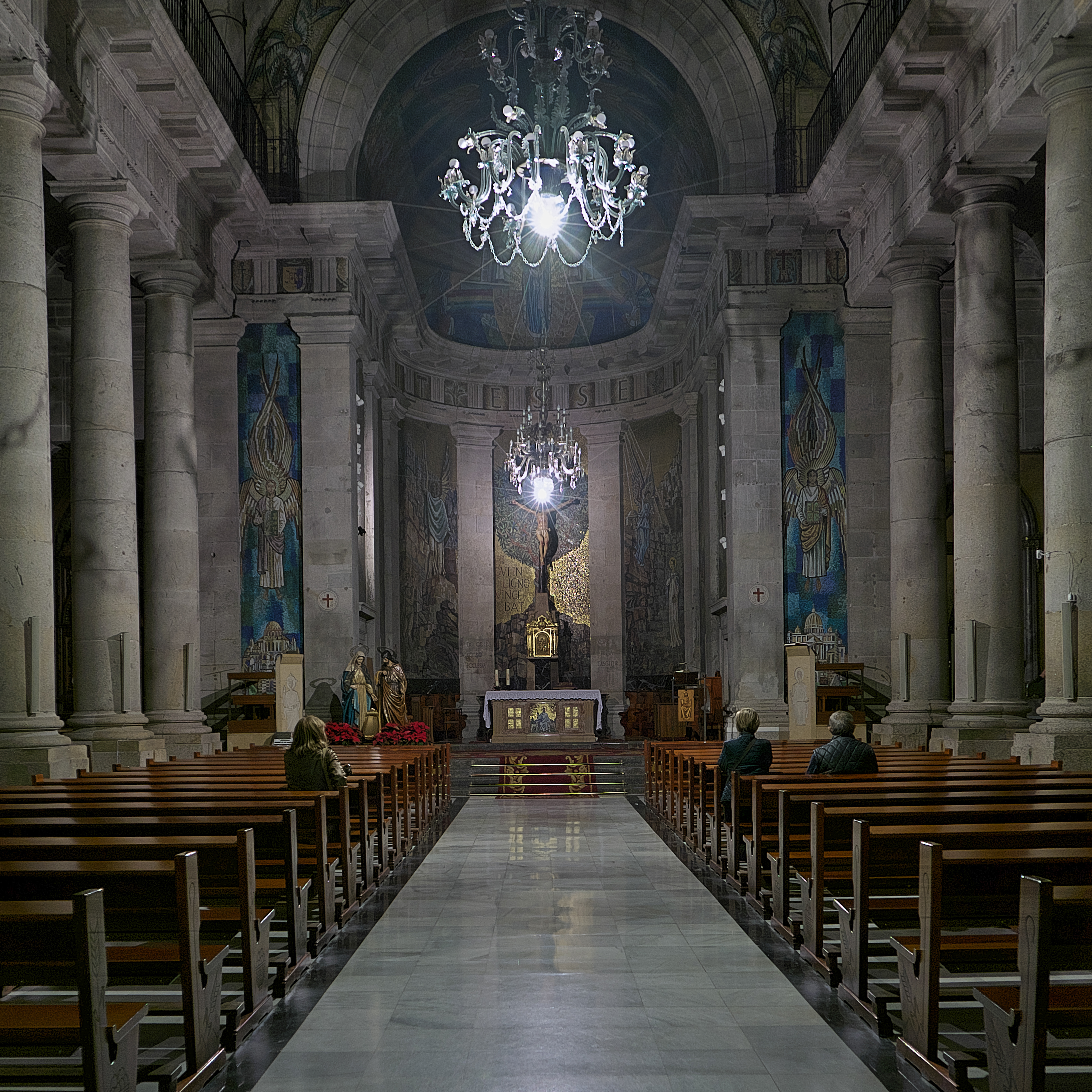
Innenraum

Die heutige Kirche zeichnet sich durch ihre Robustheit aus und wurde in der Tat als möglicher Rückzugsort konzipiert, da der Unabhängigkeitskrieg gerade erst beendet war. Die Fassade hat einen einfachen, symmetrischen Grundriss. In der Mitte befindet sich ein breites, einzelnes Portal unter dem Giebel, auf den Seiten wird sie von den beiden Türmen flankiert wird, das einzige barocke Element, das mit der klassizistischen Nüchternheit des übrigen Ensembles kontrastiert.
Die Struktur des Gebäudes hat einen rechteckigen Grundriss: Der Altar wird von zwei Sakristeien flankiert, und zu seinen Füßen befindet sich das Hauptschiff mit einer Reihe von Seitenkapellen auf beiden Seiten unter zwei schmaleren Schiffen, die als Kolonnaden entlang des Hauptschiffs verlaufen. Am Fuß des Kirchenschiffs befindet sich der Säulengang, von dem aus man zu den Türmen gelangt. Die zentralen und seitlichen Tonnengewölbe werden von Reihen schlichter toskanischer Säulen mit dorischen Kapitellen getragen. Die Grenze zwischen dem Altar und dem Mittelschiff wird durch einen einzigen Bogen definiert. In den Seitenkapellen stehen Heiligenfiguren der Teresa von Ávila und des Schutzpatrons von Vigo Rochus von Montpellier. Der Hochaltar wird von einem kunstvollen Altarbild im churrigueresken Stil beherrscht. Der Christus des Sieges (galicisch Cristo da Vitoria de Vigo) präsidiert über dem Hochaltar.
Die Kirche erhielt im 20. Jahrhundert ein beeindruckendes Mosaik des katalanischen Mosaizisten Santiago Padrós. Sie sind die Verkündigung (die Ankündigung eines Erzengels an die Jungfrau, dass sie Jesus gebären wird), die Vertreibung von Adam und Eva aus dem Paradies, die Entdeckung des Christus des Sieges durch die Fischer von Vigo, Engel, die die Tafeln von Moses halten und die Evangelien usw. Santiago Padrós verbindet geschickt die Apsisszenen und gibt vor, dass die Städte im Hintergrund (Vigo und Nazareth) aufeinander folgende, gegenseitige Erweiterungen sind. Das Werk blieb unvollendet – es umfasst nicht den gesamten Innenraum der Kirche.